# کشاورزی در کانادا
کانادا یکی از بزرگترین تولیدکنندگان و صادر کنندگان محصولات کشاورزی در جهان است. با توجه به اینکه در طول قرن بیستم در دیگر کشورهای توسعه یافته به نسبت توسعه جمعیت و تولید ناخالص داخلی، بخش اختصاص داده شده به کشاورزی به‌طور چشمگیری کاهش یافت؛ اما این بخش به عنوان یک عنصر مهم اقتصاد کانادا همچنان حفظ شده‌است.

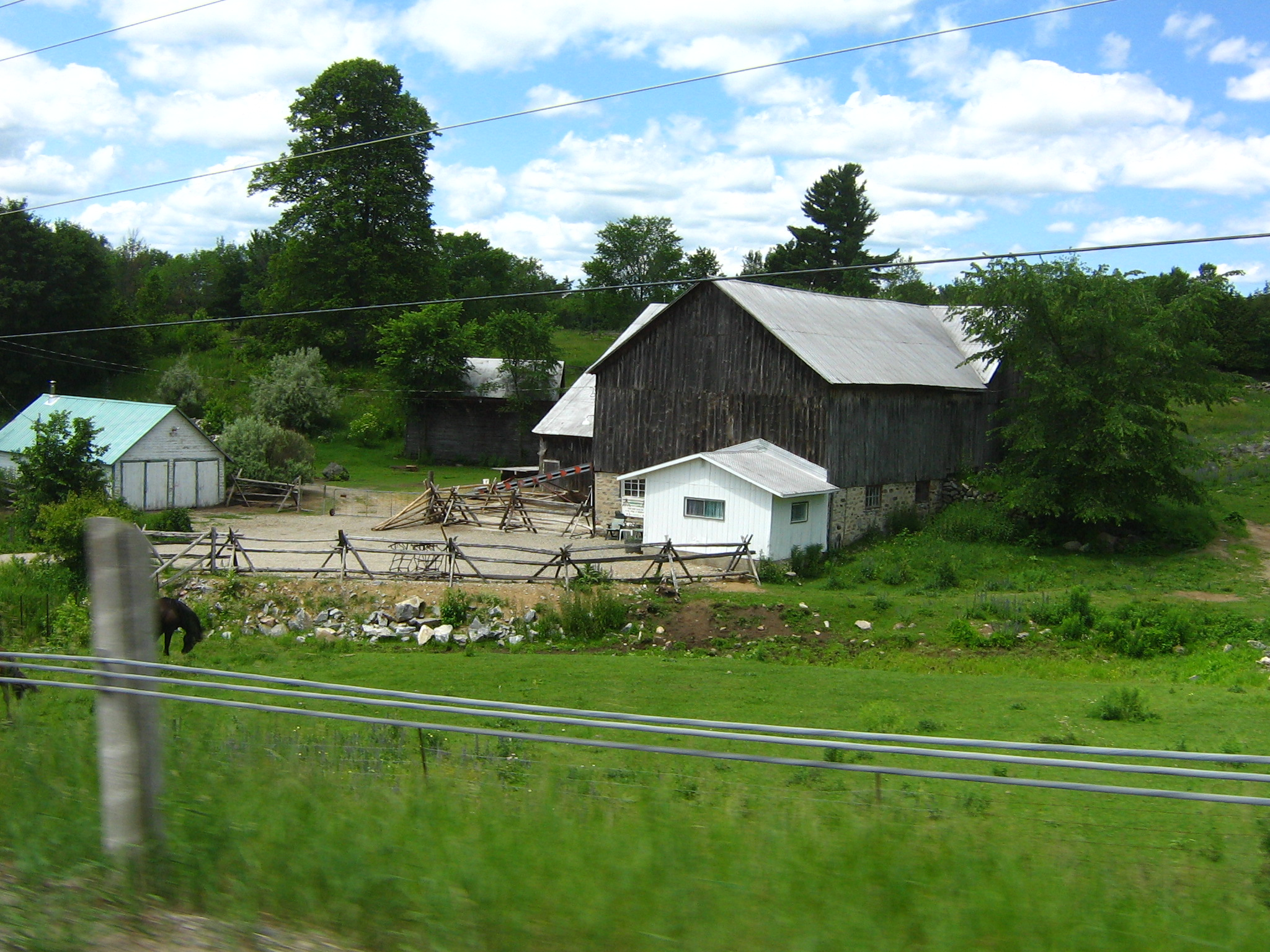
مزرعه‌ای در تابستان

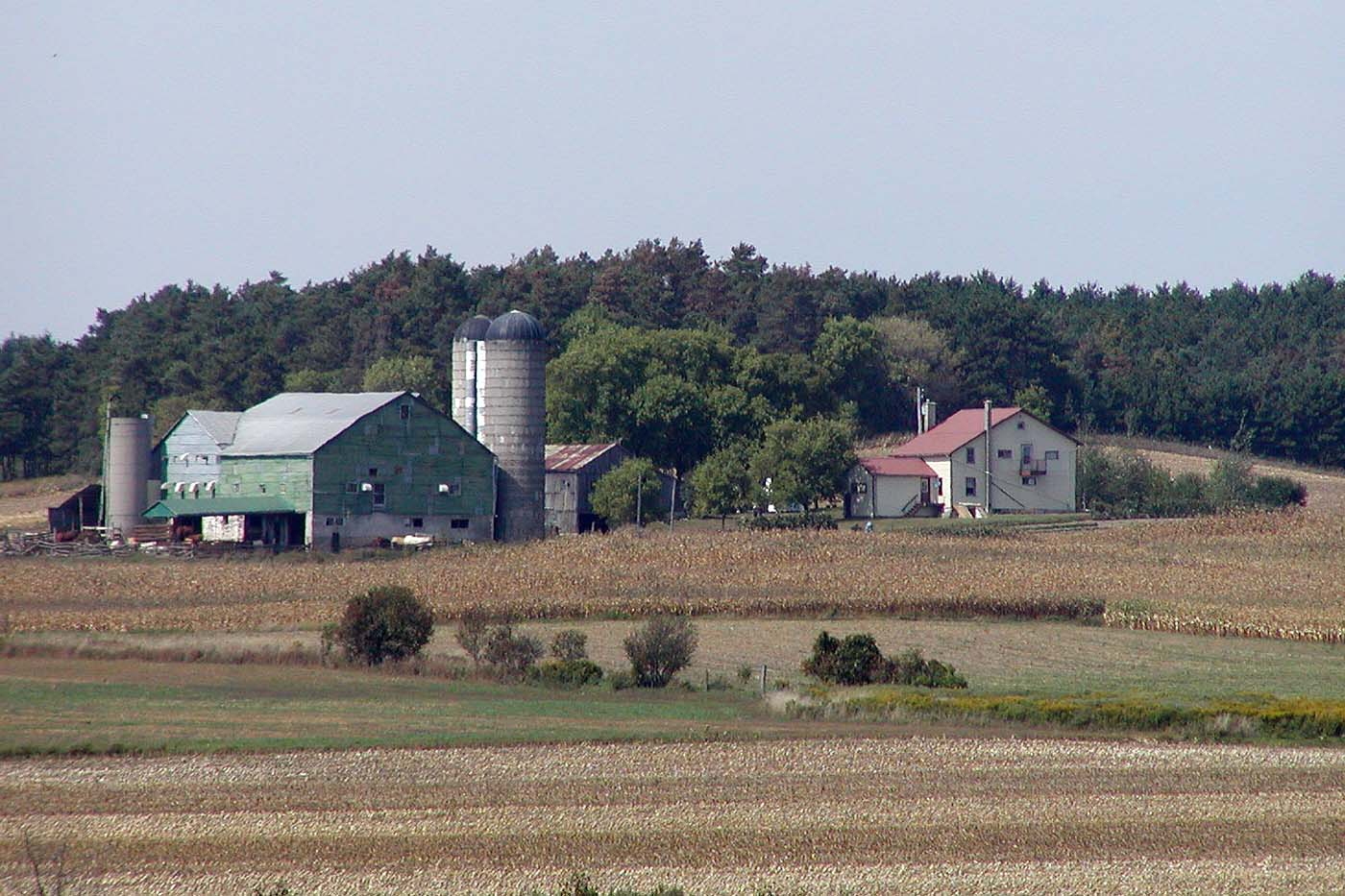
مزرعه‌ای در انتاریو

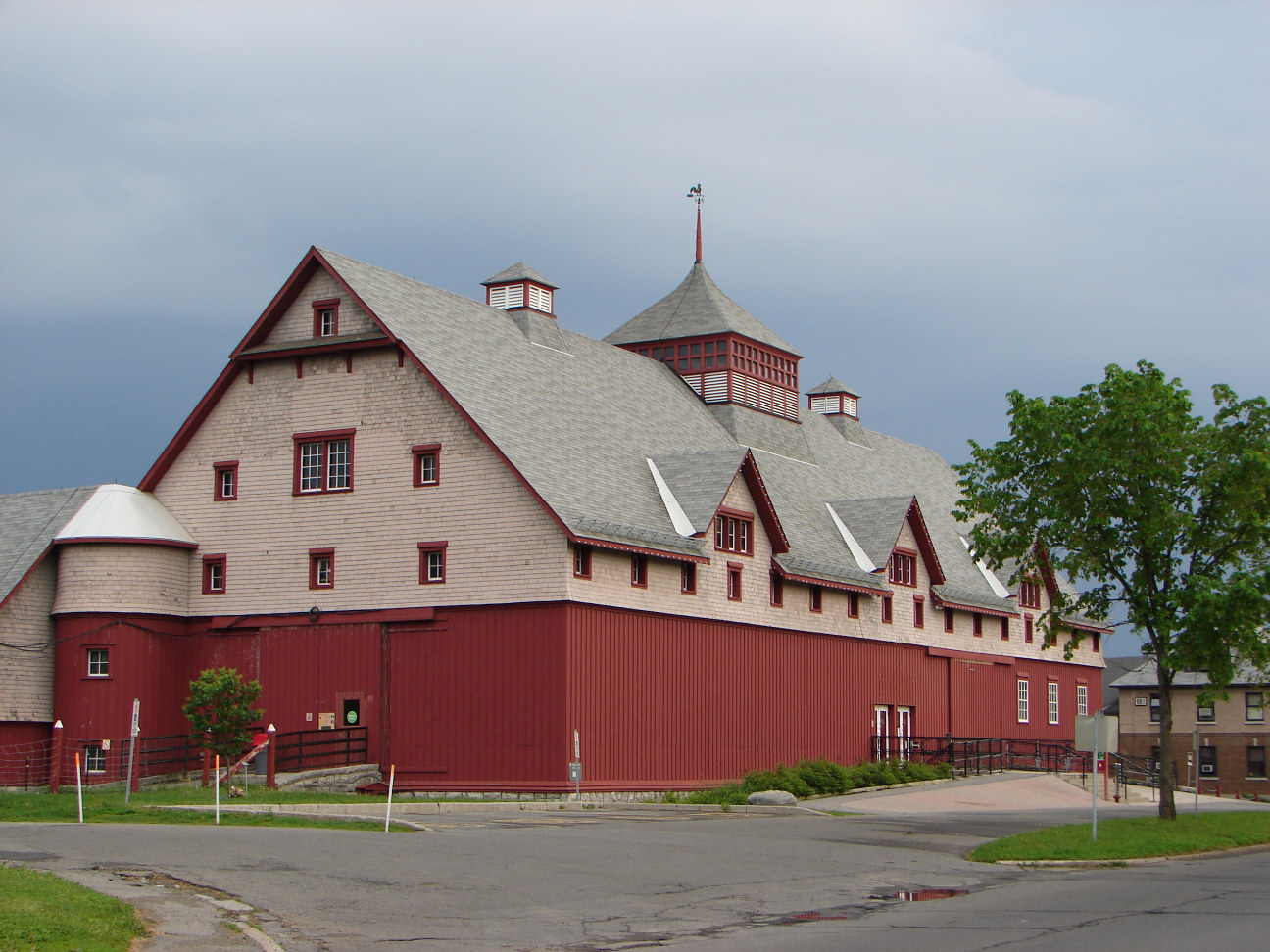
موزه کشاورزی کانادا

## محصولات عمده کشاورزی
تولید محصولات کشاورزی در کانادا شامل پنج بخش اصلی به منظور مصارف داخلی و صادرات است.
| بخش                                                                                  | درصد دریافت وجه | بازار اولیه    |
| ------------------------------------------------------------------------------------ | --------------- | -------------- |
| غلات و دانه‌های روغنی (گندم و جو، جو دوسر، چاودار، کتان، دانه کلزا، سویا، برنج و ذرت) | ۳۴٪             | داخلی و صادرات |
| گوشت قرمز – دام (گوشت گاو و خوک، گوشت گوساله و گوسفند)                               | ۲۴٪             | داخلی و صادرات |
| فراورده‌های لبنی                                                                      | ۱۲٪             | داخلی          |
| محصولات باغی                                                                         | ۹٪              | داخلی          |
| مرغ و تخم مرغ                                                                        | ۸٪              | داخلی          |

## عوامل مؤثر در کشاورزی کانادا
عوامل مختلفی از ویژگی‌های اجتماعی و اقتصادی کشاورزی کانادا را تحت تأثیر قرار می‌دهند.

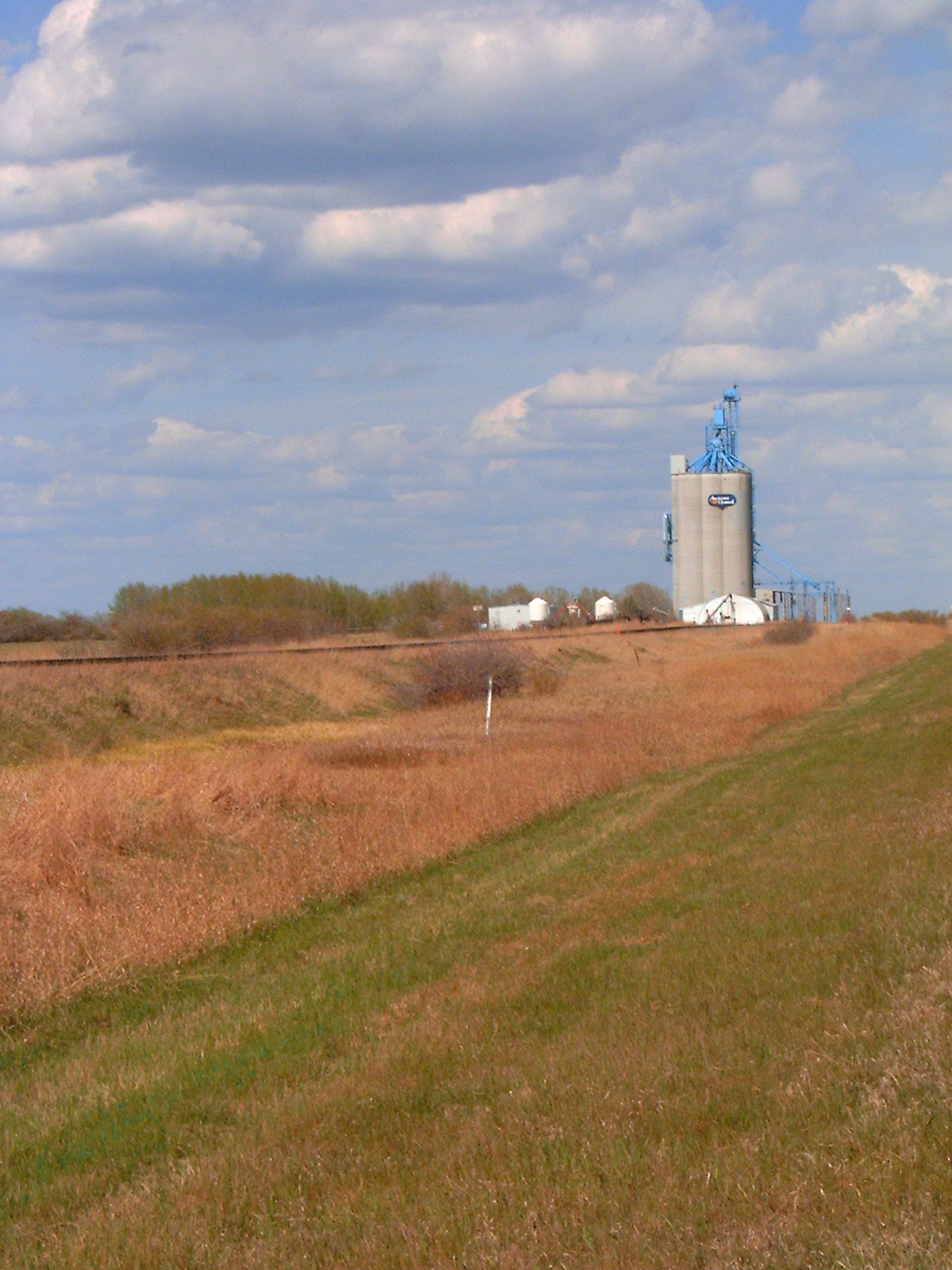
آلبرتا، یک سیلوی مدرن غلات

| مقدار و نوع مزارع                                            |
| جغرافیای زیستی: محصول و استفاده از زمین؛ شیوه‌های مدیریت زمین |
| تعداد دام و طیور                                             |
| مهندسی کشاورزی: ماشین‌آلات کشاورزی و تجهیزات                  |
| سرمایه مزرعه                                                 |
| هزینه‌های عملیاتی مزرعه و رسید                                |
| آسیب‌های مرتبط با مزرعه                                       |

## دام و طیور در کانادا
تولید دام، طیور و آبزیان در کانادا از عناصر مهم اقتصادی است.

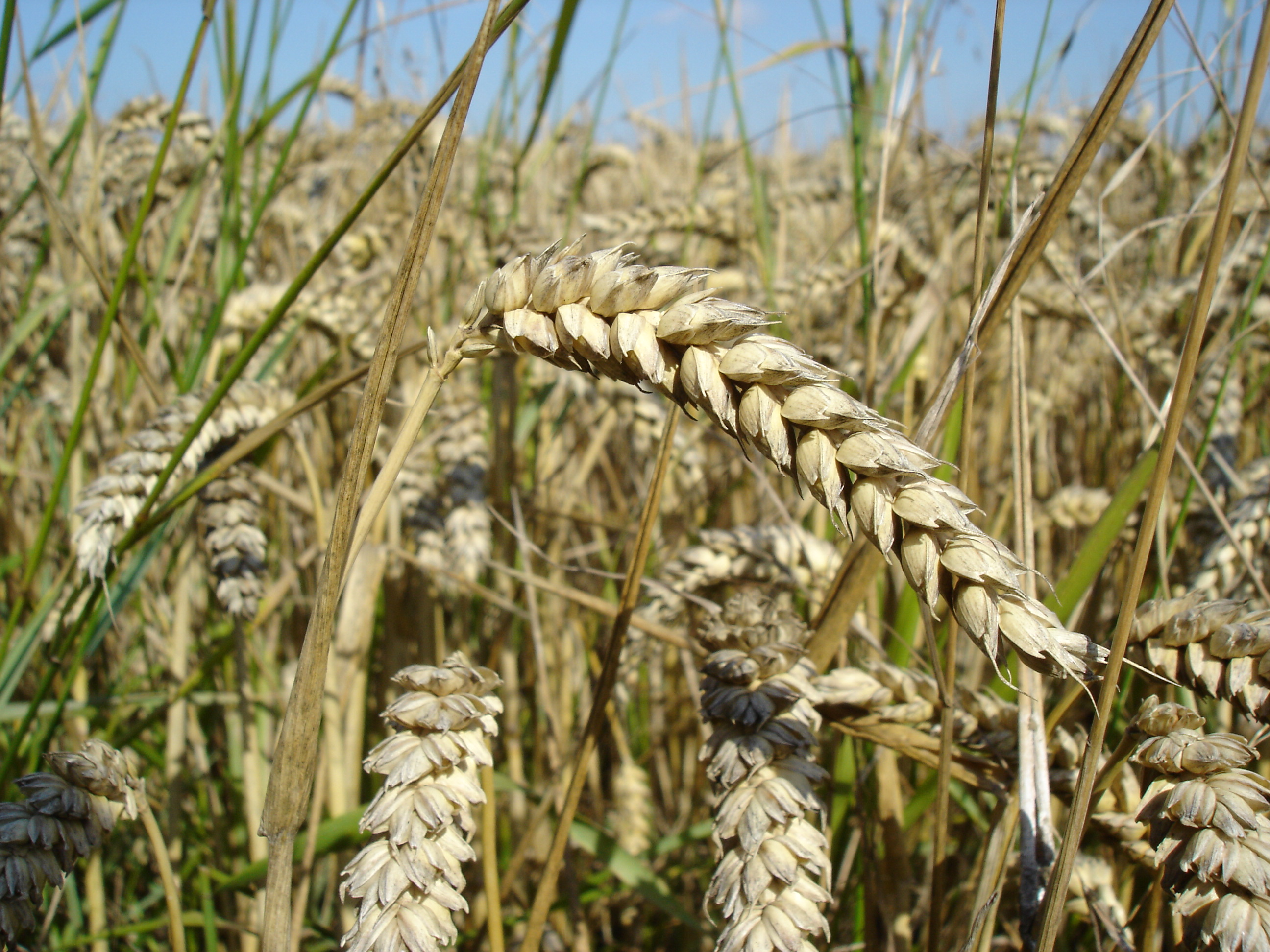
تصویر گندم از نزدیک

| نوع            | شماره       |
| گاو و گوساله   | ۱۲٬۷۸۹٬۹۶۵. |
| گاوهای شیری    | ۹۶۱٬۷۲۶     |
| خوک            | ۱۲٬۶۷۹٬۱۰۴  |
| گوسفند و بره   | ۱٬۱۰۸٬۵۷۴.  |
| بز             | ۲۵۵٬۴۶۱     |
| اسب و اسبان    | ۳۹۲٬۳۴۰     |
| گوشتی          | ۹۴٬۴۲۲٬۷۰۹  |
| مرغهای تخم‌گذار | ۲۲٬۰۸۶٬۷۵۹  |
| بوقلمون        | ۸٬۰۲۱٬۵۰۰   |

## تعداد مزارع در استان/منطقه
کشاورزی در همه استان‌ها و قلمروهای کانادا وجود دارد. تعداد مزارع در استان‌ها یا قلمروهای کانادا در سال ۲۰۰۱ به این شرح بوده‌اند:
| استان/قلمرو           | تعداد مزارع (۲۰۰۱ داده) |
| --------------------- | ----------------------- |
| آلبرتا                | ۵۳٬۶۵۲                  |
| بریتیش کلمبیا         | ۲۰٬۲۹۰                  |
| مانیتوبا              | ۲۱٬۰۷۱                  |
| نیوبرانزویک           | ۳٬۰۳۴                   |
| نیوفاندلند و لابرادور | ۶۴۳                     |
| نوا اسکوشیا           | ۳٬۹۲۳                   |
| انتاریو               | ۵۹٬۷۲۹                  |
| جزیره پرنس ادوارد     | ۱٬۸۴۵                   |
| کبک                   | ۳۲٬۱۳۹                  |
| ساسکاچوان             | ۵۰٬۵۹۸                  |
| نواحی شمال غرب        | ۳۰                      |
| نوناووت               | ۰                       |
| یوکان                 | ۱۷۰                     |